# Номер 309 (телесеріал)
«Но́мер 309» (тур. «No: 309») — популярний турецький телевізійний серіал виробництва студії Голд Філм (англ. Gold Film). В головних ролях — Фуркан Палали та Демет Оздемір. Серіал заснований на історії великого кохання, що народилося внаслідок плутанини на «побаченні наосліп». Це — романтична комедія з нехитрим сюжетом і неповторним турецьким колоритом на початку, і — сімейна драма наприкінці. 
Серіал адаптовано з корейської дорами «Приречений любити тебе» | «Ти моя доля» (운명처럼 널 사랑해(кор.)) 2014 року.
З 2016 по 2017 режисером Хаса́ном Толґа́ Пула́том за сценарієм сестер Асли́ Зенґін та Бану́ Зенґін було знято 2 сезони — 65 серій. Прем’єрний показ відбувся 1 червня 2016 року на телеканалі «FOX Туреччина», завершився показ 25 жовтня 2017 року (день мовлення середа).
Українські глядачі побачили серіал вперше 1 березня 2018 року на телеканалі «FOX Life» (Fox Life Україна, Литва, СНГ, мовлення російською мовою).

## Сюжет
Романтична комедія «Номер 309» стала одним з найпопулярніших нових телесеріалів сезону 2016–2017 років. Її герої — двоє молодих людей, що живуть у Стамбулі, належать до різних прошарків суспільства, мають різний статок і світогляд. Основною сюжетною лінією серіалу є історія кохання Онура і Лалє, які випадково зустрічаються, проживають зміну почуттів від ненависті до закоханності, постійно то сходяться, то знову розлучаються.
Ла́лє Йенілме́з, дівчина зі звичайної турецької сім'ї, допомагає матері в квітковому магазині. Після зради коханого вона не бажає зав'язувати стосунки, цілком віддається роботі. Заповзятлива мати Лалє переживає самотність доньки і шукає їй заможного нареченого. Врешті решт Лалє поступається натиску матері і погоджується піти на побачення з якимось молодим перспективним лікарем на ім'я Онур.
В цей же час багате турецьке сімейство Сариханів на оголошенні заповіту померлого дідуся Ахмета дізнається, що контрольний пакет акцій процвітаючого сімейного бізнесу і сотні мільйонів лір отримає той з двох онуків, хто в найкоротший термін одружиться і стане батьком. Кожна родина кидається мерщій знайти пару для своїх синів. Поступаючись натиску батьків, Ону́р Сариха́н погоджується на побачення зі світською дівчиною Пелінсу́, яку не знає в обличчя.
За долею, молоді пари повинні зустрітися в одному й тому закладі. Перед входом до ресторану Лалє стає причиною доленосної ДТП, яка затримує лікаря Онура і Пелінсу. А Онур Сарихан і Лалє в результаті плутанини через збіг імен приймають один одного за тих, з ким мають зустрітися насправді. Взаємна іскра симпатії, романтична обстановка, таємно доданий кузеном Онура до напоїв Лалє алкоголь, виводять побачення з-під контролю і призводять до спільно проведеної божевільної ночі. Вранці Онур та Лалє прокидаються в незнайомих апартаментах готелю — під номером 309. Обидва переконані, що вночі не могли зайти аж занадто далеко, і нездатні пригадати що-небудь з того, що сталося напередодні ввечері, вони прощаються і погоджуються, що більше немає сенсу бачитися.
Онур таки зустрічається з обраною батьками Пелінсу і через три місяці заручається з нею. Пелінсу ж переслідує власні інтереси в цьому шлюбі, бо її батьки перебувають на межі банкрутства.
Лалє в той же час виявляє, що вагітна, і намагається розшукати батька своєї дитини, хоча навіть не впевнена в тому, як його звуть. Вона ні з ким не зустрічалася після ночі в готелі, то ж Онур залишається єдиним кандидатом в батьки. 
Про те, що Онур стане батьком, одночасно з ним дізнаються і його мати з бабусею, і Лалє стає головним козирем сім'ї Онура в боротьбі за дідову спадщину. Спочатку Фікре́т і Їлди́з, батьки Онура, приймають Лалє за шахрайку, але потім в їх голові народжується новий план. Вони змушують Онура терміново одружитися на Лалє. Обидві сім’ї наполягають на укладанні шлюбу, але на шляху справжнього щастя, як відомо, належить подолати безліч перешкод.
В серіалі багато заплутаних ситуацій, пов'язаних з несподіваними наслідками першої зустрічі провідної пари. Це любовна історія, повна нерозуміння, секретів, божевільних інтриг і великої кількості гумору. У серіалі грамотно продуманий образ кожного, навіть другорядного персонажа, що додає частинку драматизму, веселості і інтриги сюжету.

## Персонажі

### Головні герої
- Ону́р Сариха́н (Фуркан Палали) — 30-річний «золотий хлопчик», єдиний син заможних батьків, один з двох онуків-спадкоємців надзвичайного статку Ахме́та Сариха́на, що створив будівельну бізнес-імперію. Онур входить до сотні найбажаніших холостяків Туреччини. Він амбітний архітектор, працює в сімейному холдингу з метою колись його очолити, освічений, дисциплінований, вихований, але видається самовдоволеним і черствим. Онур переживає хворобливе розставання з коханою дівчиною Озґє́, яка з невідомих йому причин кинула його і втекла з країни. Тому Онур не думає більше про любов, не вірить в щирість жінок і вважає, що шлюб — це відповідальність, яку потрібно взяти на себе, коли прийде час. Він поклявся ніколи більше не закохуватися, а керуватися в житті холодним розрахунком. Але Лалє входить в його життя і перевертає все з ніг на голову.

- Ла́лє Єнілме́з — згодом Ла́лє Сариха́н (Демет Оздемір) — 27-річна середня донька одинокої матері Сонґю́ль. Це природна, турботлива, працьовита, трохи наївна дівчина. Вона має старшу сестру Нілюфе́р та молодшу — Нерґіз (у всіх жінок цієї родини — імена, що означають назви квітів: Сонгюль — остання троянда, Нілюфер — лілія, Лалє — тюльпан, Нерґіз — нарцис). Лалє єдина в сім'ї має вищу освіту, вона викладач історії, але не отримала призначення до школи і тому жодного дня не працювала вчителем. Дівчина допомагає матері в квітковому магазині, вона дуже талановита, окрім звичайної роботи ще створює на замовлення інсталяції з квітів в скляних тераріумах. Але, незважаючи на свою привабливість і творчі здібності, Лалє не шукає любові і не мріє про шлюб, бо не довіряє чоловікам. По-перше, дівчина має травму, заподіяну батьком, який залишив її в дитинстві. По-друге, вона мала в минулому тривалі серйозні стосунки з адвокатом Ерсіном, який завжди недооцінював і принижував Лалє і, згодом, зрадив її та одружився з іншою. Лалє доводиться щодня терпіти тиск з боку матері, яка бажає якомога швидше видати доньку в шлюб, щоб позбутися клопоту за неї.

### Другорядні герої
- Сонґю́ль Шен (Сумру́ Явруджу́к) — 52-річна мати Лалє, жінка, що самотужки виховала трьох дітей після того, як чоловік покинув сім'ю. Найбільше її бажання — вигідно видати своїх дочок в шлюб і влаштуватися зручніше.
- Нілюфе́р Йорулма́з (Фатма́ Топта́ш) — старша сестра Лалє. Вона домогосподарка, яка проводить дні в гонитві за своїм чоловіком — або застає його за зрадою, або за азартною грою. Кожні два місяці говорить: «Я розлучуся з чоловіком» і повертається до матері.
- Нерґіз Єнілме́з (Пелін Улукса́р) — молодша 22-річна сестра Лалє. Найрозважливіша в сім'ї, найбільше її прагнення — одружитися з багатієм.
- Їлди́з Сариха́н (Озле́м Токасла́н) — мати Онура. Єдиний клопіт в житті — чоловік і син, а одна з найважливіших цілей — добитися переваги над своєю діверкою Бетюль.
- Фікре́т Сариха́н (Суа́т Сунґу́р) — 59-річний батько Онура, нероба на пенсії і трохи розпусник. Він вважав би за краще залишити сина в спокої, але нездатний протистояти бажанням дружини.
- Ша́ді Сариха́н (Бейті Енґін) — 56-річний дядько Онура. Чоловік-підкаблучник, який ревнує свою дружину і робить все, що вона говорить. Намагається залишатися в тіні і зберігати недоторканими свої взаємини з братом.
- Еро́л Сариха́н (Джиха́н Ерджа́н) — кузен Онура, другий спадкоємець, амбітний і підступний. За його словами, він має єдиного суперника — двоюрідного брата Онура, з яким Ерол все життя змагається.
- Бетю́ль Сариха́н (Севінч Ербула́к) — 51-річна тітка Онура, дружина його дядька Шаді, мати Ерола. Живе з нав'язливою ідеєю суперництва з Їлдиз, бо, про що б не йшла мова, Онур завжди на щабель вище Ерола, і це зводить Бетюль з розуму.
- Філіз Сариха́н (Джере́н Ташчі) — невістка Онура, дружина його кузена Ерола.
- Ісме́т Сариха́н, бабуся Ісмет (Нуршім Демір) — бабуся Онура і Ерола. Справжня леді, яка дотримується традицій і звичаїв, ніколи не йде на компроміс зі своїми цінностями і все ще має сильний вплив на обох своїх синів. Сповнена рішучості не помирати, не доручивши холдинг, відповідно до заповіту покійного чоловіка, гідному правонаступнику.
- Пелінсу́ Яли́н (Іре́м Хельваджіолу́) — дівчина з вищого суспільства, перша наречена Онура, яку заради спадщини відшукали йому батьки. Вихована своєю матір'ю як мисливець за багатими чоловіками. Незважаючи на те, що не любить Онура, зближується з ним і робить все можливе, щоб одружитися з ним і завдяки цьому подолати економічні труднощі, з якими зіткнулася її сім'я.
- Куртулу́ш Йорулма́з (Ґьокче́ Озйо́ль) — чоловік Нілюфер, старшої сестри Лалє. Дрібний шахрай, гравець, брехун, ледащо і розпусник. При цьому дуже любить дружину і доньку.
- Саме́т Єтіш (Мура́т Тавли́) — водій і в той же час друг Онура, його права рука, довірена особа і радник. Надійний і щирий.
- Лікар Ону́р Сайги́н (Фатіх Айха́н) — чоловік, з яким мати Лалє хотіла її познайомити за допомогою свахи. У важкі часи він дбає про Лалє як друг і як лікар. Надійний, допитливий і відповідальний. Хоча у нього є прихований інтерес до Лалє, він стримує себе, щоб не похитнути довіру Лалє до себе.
- Шебне́м Яли́н (Еда́ Озе́ль) — мати Пелінсу.
- Їлдири́м Єнілме́з (Ерда́л Оз'яджила́р) — батько Лалє, чоловік Сонґюль, який покинув сім'ю більше 20 років тому.
- Хюлья́ (Діле́к Челебі) — тітка Лалє, батькова сестра.
- Ґюльша́ Йорулма́з (Омрю́м Нур Чамчакалли́) — 6-річна племінниця Лалє, донька її старшої сестри Нілюфер.
- Халю́к (Юна́л Сільве́р) — дядько Онура, який живе в Америці, брат Їлдиз.
- Озґє́ Дерін (Туче́ Куршунолу́) — колишня дівчина Онура, його перше кохання і перші серйозні стосунки. Покинула Онура під натиском його матері, яка не вважала Озґє гідною свого сина.
- Шеріфе́ (Озле́м Улука́н) — хатня покоївка в сім'ї Онура, шпигунка його тітки Бетюль.
- Сехе́р (Селе́н Шеше́н) — хатня покоївка в сім'ї Ерола, шпигунка Їлдиз, матері Онура.
- Доктор Пина́р (Яву́з Сечкін) — сімейний психотерапевт.

## Створення

### Передісторія
Ідея створення серіалу належить продюсерській групі, на чолі якої є Шена́й Абаджи́ Турґу́т. Турецьке телевиробництво спеціалізується на адаптаціях і рімейках, серіал «Номер 309» також не став виключенням. Для нього під турецького глядача було адаптовано історію з корейської дорами «Приречений любити тебе».
Сценарій для всіх серій кінопроєкту створювався двома сестрами-сценаристками, Асли́ та Бану́ Зенґін, які не вперше пишуть в тісній співпраці.
На початку квітня 2016 був проведений кастинг для серіалу з робочою назвою «Літній дощ» (Yaz Yağmuru(тур.)) і попередньо режисером було заявлено Кема́ля Узу́на. Але в середині квітня 2016 продюсерська компанія змінила режисера на Хаса́на Толґу́ Пула́та, володаря нагороди «Золотий Апельсин» (Приз Міжнародного Анталійського кінофестивалю (Altın Portakal Ödülleri(тур.)).
Для створення зовнішнього образу Онура Сарихана, чоловіка, який закрив свої почуття, «сховав» себе в роботі, був запрошений онук «кравця Ататюрка», Левона Кордонджяна, також Лево́н Кордонджя́н. Він пошив 6 особливих костюмів, які підкреслювали образ персонажа — стильні, закриті, жорсткі. Кравець, крім того, зіграв самого себе (камео) в 13-му, «весільному» епізоді серіалу.
Над зачісками Онура Сарихана працював відомий турецький стиліст Аде́м Терзі, засновник і власник Adem Terzi Barber's Club(тур.). Він, як перукар і барбер, з 2013 року супроводжує на знімальних майданчиках Фуркана Палали, виконавця головної ролі. Адем Терзі також з'явився в ролі самого себе (камео) в 13-му епізоді «Номера 309».
На початку травня 2016 року почався знімальний процес нового серіалу. В середині травня глядачам був представлений перший тизер, і назва остаточно визначена як «Номер 309».

Офіційний логотип серіалу «Номер 309»

### Логотип серіалу
Символічною є низка серіалу, що з'являється в титрах на початку кожної серії: двері — замок в них — ключ до замку. Сама назва «Номер 309» також символічна, бо доленосне число 309 номером на дверях супроводжує головних героїв від першої випадкової ночі (номер в готелі) через медовий місяць (так само номер в готелі) — до будинку, в якому Онур та Лалє розпочинають будувати свою сім'ю. Отже логотип серіалу (замкова шпарина, що розміщена в середині цифри «0» номера 309) — візуальний елемент, який дає своєрідну підказку аудиторії про зміст телеісторії, і перша взаємодія між титрами та глядачами починається саме з логотипу на екрані.

### Музика в серіалі
Важливу роль в загальному сприйнятті кінокартини грає музичний супровід (трек). Автором пісні «Мій незваний гість» (Davetsiz Misaferim(тур.)), яка звучить на початку майже кожного епізоду, і ще цілої низки пісень в серіалі, є турецький поп-співак і автор музики Бура́й (повне ім'я Бура́й Хошсьо́з). Він сам особисто (як камео) практично проспівав концерт в 35-му епізоді серіалу.
Саундтреки до серіалу «Номер 309» написали композитори Волка́н Акмехме́т та Іна́нч Шанве́р. Вони відомі широкому загалу як творці музичних треків до більш ніж двадцяти популярних турецьких фільмів і серіалів, в числі яких телесеріали «Вишневий сезон» та «Світлячок».

## Список епізодів
| Список епізодів телесеріалу «Номер 309» | Список епізодів телесеріалу «Номер 309» | Список епізодів телесеріалу «Номер 309» | Список епізодів телесеріалу «Номер 309» | Список епізодів телесеріалу «Номер 309» | Список епізодів телесеріалу «Номер 309» |
| Сезон                                   | Сезон                                   | Епізод                                  | Дата виходу в ефір                      | Назва                                   | Оригінальна назва                       |
| --------------------------------------- | --------------------------------------- | --------------------------------------- | --------------------------------------- | --------------------------------------- | --------------------------------------- |
|                                         | 1                                       | 1 серія                                 | 1 червня 2016                           | Епізод #1.1                             | Episode #1.1                            |
|                                         | 1                                       | 2 серія                                 | 8 червня 2016                           | Епізод #1.2                             | Episode #1.2                            |
|                                         | 1                                       | 3 серія                                 | 15 червня 2016                          | Голос твого серця                       | Kalbinin Sesi                           |
|                                         | 1                                       | 4 серія                                 | 22 червня 2016                          | Солодке хвилювання                      | Tatlı Bir Heyecan                       |
|                                         | 1                                       | 5 серія                                 | 29 червня 2016                          | Коли ти поруч зі мною                   | Sen Yanımdayken                         |
|                                         | 1                                       | 6 серія                                 | 13 липня 2016                           | Епізод #1.6                             | Episode #1.6                            |
|                                         | 1                                       | 7 серія                                 | 27 липня 2016                           | Я не залишу наодинці                    | Yalniz Bırakmam                         |
|                                         | 1                                       | 8 серія                                 | 3 серпня 2016                           | Моє почуття                             | Benim Hissettiğim                       |
|                                         | 1                                       | 9 серія                                 | 10 серпня 2016                          | Моє перше хвилювання                    | İlk Heyecanım                           |
|                                         | 1                                       | 10 серія                                | 17 серпня 2016                          | Момент, коли я вперше побачив           | İlk Gördüğüm An                         |
|                                         | 1                                       | 11 серія                                | 24 серпня 2016                          | У нас «ніч хни»                         | Kınamız Var                             |
|                                         | 1                                       | 12 серія                                | 31 серпня 2016                          | Зізнайся                                | İtiraf Etsene                           |
|                                         | 1                                       | 13 серія                                | 7 вересня 2016                          | У нас весілля                           | Düğünümüz Var                           |
|                                         | 1                                       | 14 серія                                | 21 вересня 2016                         | Що є найважливішим                      | Onemli Olan                             |
|                                         | 1                                       | 15 серія                                | 28 вересня 2016                         | Ми кажемо «любов»                       | Aşk Diyoruz                             |
|                                         | 1                                       | 16 серія                                | 5 жовтня 2016                           | Причина мого щастя                      | Mutluluğumun Sebebi                     |
|                                         | 1                                       | 17 серія                                | 12 жовтня 2016                          | Він моє серце                           | O Benim Kalbim                          |
|                                         | 1                                       | 18 серія                                | 19 жовтня 2016                          | Якби я був Лалє                         | Lale Olsam                              |
|                                         | 1                                       | 19 серія                                | 26 жовтня 2016                          | Я завжди поруч з тобою                  | Yanındayım Hep                          |
|                                         | 1                                       | 20 серія                                | 2 листопада 2016                        | Коли ти закоханий                       | Aşık Olduğunda                          |
|                                         | 1                                       | 21 серія                                | 9 листопада 2016                        | Для нас самих                           | Kendimiz İçin                           |
|                                         | 1                                       | 22 серія                                | 16 листопада 2016                       | Для нашого кохання                      | Aşkımız İçin                            |
|                                         | 1                                       | 23 серія                                | 23 листопада 2016                       | Ти моя доля                             | Benim Kaderimsin                        |
|                                         | 1                                       | 24 серія                                | 30 листопада 2016                       | Очікуваний момент                       | Beklenen An                             |
|                                         | 1                                       | 25 серія                                | 7 грудня 2016                           | Сюрприз медового місяця                 | Sürpriz Balayı                          |
|                                         | 1                                       | 26 серія                                | 14 грудня 2016                          | Завжди через кохання                    | Hep Aşktan                              |
|                                         | 1                                       | 27 серія                                | 21 грудня 2016                          | Тільки ти                               | Sadece Sen                              |
|                                         | 1                                       | 28 серія                                | 28 грудня 2016                          | Роки з любов'ю                          | Aşklı Yıllar                            |
|                                         | 1                                       | 29 серія                                | 4 січня 2017                            | Справжній сюрприз                       | Asıl Sürpriz                            |
|                                         | 1                                       | 30 серія                                | 11 січня 2017                           | Плід нашої любові                       | Aşk Meyvemiz                            |
|                                         | 1                                       | 31 серія                                | 18 січня 2017                           | Розчарування                            | Hayal Kırıklığı                         |
|                                         | 1                                       | 32 серія                                | 25 січня 2017                           | Пробач мене                             | Özür dilerim                            |
|                                         | 1                                       | 33 серія                                | 1 лютого 2017                           | Бути сім’єю                             | Aile Olmak                              |
|                                         | 1                                       | 34 серія                                | 8 лютого 2017                           | Коло кохання                            | Sevgi Cemberi                           |
|                                         | 1                                       | 35 серія                                | 15 лютого 2017                          | Я тебе люблю                            | Seni Seviyorum                          |
|                                         | 1                                       | 36 серія                                | 22 лютого 2017                          | Один для одного                         | Birbirimiz İçin                         |
|                                         | 1                                       | 37 серія                                | 1 березня 2017                          | Моя мрія                                | Benim Hayalim                           |
|                                         | 1                                       | 38 серія                                | 8 березня 2017                          | Зрозумій мене                           | Beni Anla                               |
|                                         | 1                                       | 39 серія                                | 15 березня 2017                         | Єдиний шанс                             | Tek Şans                                |
|                                         | 1                                       | 40 серія                                | 22 березня 2017                         | Коли я досягаю своєї мрії               | Hayalime Kavuşunca                      |
|                                         | 1                                       | 41 серія                                | 29 березня 2017                         | Без тебе                                | Sen Olmayınca                           |
|                                         | 1                                       | 42 серія                                | 5 квітня 2017                           | Моє кохання справжнє                    | Aşkım Gerçek                            |
|                                         | 1                                       | 43 серія                                | 12 квітня 2017                          | Коли я ревную                           | Kıskansamda                             |
|                                         | 1                                       | 44 серія                                | 19 квітня 2017                          | Якби ти хотіла мене                     | Beni İsteseydin                         |
|                                         | 1                                       | 45 серія                                | 26 квітня 2017                          | Гра в сімейне життя                     | Evcilik Oyunu                           |
|                                         | 1                                       | 46 серія                                | 3 травня 2017                           | Нехай закохані не розлучаються          | Sevenler Ayrılmasın                     |
|                                         | 1                                       | 47 серія                                | 10 травня 2017                          | Наша місія — це любов                   | Gürevimiz Aşk                           |
|                                         | 1                                       | 48 серія                                | 17 травня 2017                          | Любовна подорож                         | Aşk Yolculuğu                           |
|                                         | 1                                       | 49 серія                                | 24 травня 2017                          | Не відмовляйся від любові               | Aşktan Vazgeçme                         |
|                                         | 1                                       | 50 серія                                | 31 травня 2017                          | Пригадай нашу любов                     | Aşkımıza Hatırla                        |
|                                         | 1                                       | 51 серія                                | 7 червня 2017                           | Любов з самого початку                  | En Baştan Aşk                           |
|                                         | 1                                       | 52 серія                                | 14 червня 2017                          | Мій найромантичніший момент             | En Romantik Anım                        |
|                                         | 1                                       | 53 серія                                | 21 червня 2017                          | Для нашого щастя                        | Mutluluğumuz İçin                       |
|                                         | 1                                       | 54 серія                                | 28 червня 2017                          | На відпочінку кохання інше              | Tatilde Aşk Başkadır                    |
|                                         | 1                                       | 55 серія                                | 5 липня 2017                            | Складне завдання                        | Zor Görev                               |
|                                         | 1                                       | 56 серія                                | 12 липня 2017                           | Незваний гість                          | Davetsiz Misafir                        |
|                                         | 1                                       | 57 серія                                | 19 липня 2017                           | Кохання скрізь                          | Her Yerde Aşk                           |
|                                         | 1                                       | 58 серія                                | 26 липня 2017                           | Мила суєта                              | Tatlı Telaş                             |
|                                         | 1                                       | 59 серія                                | 5 серпня 2017                           | Епізод #1.59                            | Episode #1.59                           |
|                                         | 2                                       | 60 серія                                | 20 вересня 2017                         | Епізод #2.1                             | Episode #2.1                            |
|                                         | 2                                       | 61 серія                                | 27 вересня 2017                         | Туга за батьком                         | Baba Özlemi                             |
|                                         | 2                                       | 62 серія                                | 4 жовтня 2017                           | Бо я закоханий                          | Çünkü Aşığım                            |
|                                         | 2                                       | 63 серія                                | 11 жовтня 2017                          | Твоя зірка                              | Senin Yıldızıin                         |
|                                         | 2                                       | 64 серія                                | 18 жовтня 2017                          | Будьмо удвох                            | İkimiz Olalım                           |
|                                         | 2                                       | 65 серія                                | 25 жовтня 2017                          | До побачення, No 309                    | Hoşçakal No 309                         |

## Нагороди та номінації
| Роки            | Премія                                                                                                   | Категорія                                     | Номінант / лауреат                                                           | Результат |
| --------------- | --- | --------------------------------------------- | ---------------------------------------------------------------------------- | --------- |
| 13 січня 2017   | Перша премія MüzikOnAir 2017 1. MüzikOnAir ödülleri 2017(тур.)                                           | Найкраща актриса телесеріалу                  | Демет Оздемір Demet Özdemir(тур.) — No: 309                                  | номінація |
| 17 січня 2017   | 5-а премія Bilkent TV 5. Bilkent TV Ödülleri(тур.)                                                       | Найкращий комедійний серіал                   | No: 309 (Fox)                                                                | перемога  |
| 17 березня 2017 | 6-а медіа-премія університету Гелішім, Стамбул İstanbul Gelişim Üniversitesi‘nin 6. Medya Ödülleri(тур.) | Найкращий актор року                          | Фуркан Палали Furkan Palalı(тур.) — No: 309                                  | перемога  |
| 17 березня 2017 | 6-а медіа-премія університету Гелішім, Стамбул İstanbul Gelişim Üniversitesi‘nin 6. Medya Ödülleri(тур.) | Найкраща актриса року                         | Демет Оздемір Demet Özdemir(тур.) — No: 309                                  | перемога  |
| 4 жовтня 2017   | 43-й Золотий Метелик Pantene 2017 43.Pantene Altın Kelebek 2017(тур.)                                    | Найкращий комедійний і мелодраматичний серіал | No: 309 (Fox)                                                                | номінація |
| 4 жовтня 2017   | 43-й Золотий Метелик Pantene 2017 43.Pantene Altın Kelebek 2017(тур.)                                    | Найкраща актриса романтичної комедії          | Демет Оздемір Demet Özdemir(тур.) — No: 309                                  | номінація |
| 4 жовтня 2017   | 43-й Золотий Метелик Pantene 2017 43.Pantene Altın Kelebek 2017(тур.)                                    | Найкращий актор романтичної комедії           | Фуркан Палали Furkan Palalı(тур.) — No: 309                                  | номінація |
| 4 жовтня 2017   | 43-й Золотий Метелик Pantene 2017 43.Pantene Altın Kelebek 2017(тур.)                                    | Найкращий режисер                             | Хасан Толга Пулат Hasan Tolga Pulat(тур.) — No: 309                          | номінація |
| 4 жовтня 2017   | 43-й Золотий Метелик Pantene 2017 43.Pantene Altın Kelebek 2017(тур.)                                    | Найкращий сценарист                           | Асли Зенґін, Бану Зенґін Aslı Zengin, Banu Zengin(тур.) — No:309             | номінація |
| 4 жовтня 2017   | 43-й Золотий Метелик Pantene 2017 43.Pantene Altın Kelebek 2017(тур.)                                    | Найкраща музика в серіалі                     | Волкан Акмехмет — Інанч Шанвер Volkan Akmehmet — İnanç Şanver(тур.) — No:309 | номінація |
| 4 жовтня 2017   | 43-й Золотий Метелик Pantene 2017 43.Pantene Altın Kelebek 2017(тур.)                                    | Найкраща серіальна пара                       | Демет Оздемір — Фуркан Палали Demet Özdemir — Furkan Palalı(тур.) — No:309   | номінація |
| 17 березня 2018 | Настрій 2017 2017 Mood ödülleri(тур.)                                                                    | Найкраща актриса телесеріалу                  | Сумру Явруджук Sumru Yavrucuk(тур.) — No: 309                                | перемога  |

## Популярність і визнання
Романтична комедія «Номер 309» завоювала загальну любов спочатку у Туреччині, а потім і за її межами. Сюжет серіалу заснований на історії, яка знаходить відгук у серцях людей як на батьківщині в Туреччині, так і по всьому світу, він спирається на трансформацію людських почуттів, на звичайний перебіг людського життя — головні герої шукають роботу, сваряться, закохуються, одружуються, розлучаються.
Телесеріал «Номер 309» вперше вийшов в ефір в Туреччині 1 червня 2016 року о восьмій годині вечора на каналі «FOX» (Туреччина).
Він привернув велику увагу за кордоном, вже через 5 місяців після закінчення показу турецьким глядачам серіал було продано у 8 країн (Росія, Болгарія, Румунія, Албанія, Нікарагуа, Туніс, Ангола і Болівія), загалом для демонстрації «Номер 309» придбала 51 країна.
Маркетингом і продажем телесеріалу (в тому числі) на місцевому та міжнародному ринках займається компанія Calinos Entertainment (перша турецька компанія, що продає турецькі серіали, фільми і телепрограми на міжнародній платформі). Основними регіонами, в яких Calinos Entertainment веде свою діяльність на міжнародному ринку, є Близький Схід, Балкани і Центральна Азія.
«FOX Networks Group Content Distribution із задоволенням співпрацює з FOX Туреччина і з гордістю представляє контент власного виробництва на міжнародному ринку», — казала Пре́нтісс Фре́йзер, виконавчий віцепрезидент FOX Networks Group Content Distribution. Загалом «FOX Networks Group Туреччина» виробляє близько 700 годин оригінального контенту в рік, співпрацюючи із самими просунутими продюсерами і найкращими творчими командами на ринку. 
Протягом обох сезонів «Номер 309» займав перші сходинки рейтингу, кожен новий епізод серіалу набирав мільйони глядачів і збільшував кількість прихильників. «Номер 309» став серіалом з найбільшою кількістю переглядів влітку 2016.

## Міжнародна трансляція
| Країна               | Назва в країні трансляції                                            | Канал                    | Прем'єра        | Переклад, дублювання, субтитри                                     |
| -------------------- | -------------------------------------------------------------------- | ------------------------ | --------------- | ------------------------------------------------------------------ |
| Болгарія             | Стая 309(болг.)                                                      | Дієма Фемілі             | 7 жовтня 2017   | дублювання болгарською                                             |
| Албанія              | Dhoma 309(алб.)                                                      | Tring (JollyHD та 3Plus) | 25 жовтня 2017  | субтитри албанською                                                |
| США                  | No: 309 (англ.)                                                      | FOX                      | 2017            | дублювання англійською (Universal Cinergía Dubbing)                |
| Румунія              | Camera 309(рум.)                                                     | PRO2                     | 26 січня 2018   | субтитри румунською                                                |
| Азербайджан          | Номер 309(рос.)                                                      | FOX Life                 | 1 березня 2018  | переклад, двоголосе закадрове озвучення російською — FOX Life      |
| Білорусь             | Номер 309(біл.)                                                      | FOX Life                 | 1 березня 2018  | переклад, двоголосе закадрове озвучення російською — FOX Life      |
| Вірменія             | N 309(рос.)                                                          | FOX Life                 | 1 березня 2018  | переклад, двоголосе закадрове озвучення російською — FOX Life      |
| Естонія              | Номер 309(ест.)                                                      | FOX Life                 | 1 березня 2018  | переклад, двоголосе закадрове озвучення російською — FOX Life      |
| Казахстан            | Номер 309(рос.)                                                      | FOX Life                 | 1 березня 2018  | переклад, двоголосе закадрове озвучення російською — FOX Life      |
| Киргизстан           | Номер 309(рос.)                                                      | FOX Life                 | 1 березня 2018  | переклад, двоголосе закадрове озвучення російською — FOX Life      |
| Латвія               | Nr. 309(латис.)                                                      | FOX Life                 | 1 березня 2018  | переклад, двоголосе закадрове озвучення російською — FOX Life      |
| Литва                | Номер 309(рос.)                                                      | FOX Life                 | 1 березня 2018  | переклад, двоголосе закадрове озвучення російською — FOX Life      |
| Молдова              | Номер 309(рос.)                                                      | FOX Life                 | 1 березня 2018  | переклад, двоголосе закадрове озвучення російською — FOX Life      |
| Росія                | Номер 309(рос.)                                                      | FOX Life                 | 1 березня 2018  | переклад, двоголосе закадрове озвучення російською — FOX Life      |
| Таджикистан          | Номер 309(рос.)                                                      | FOX Life                 | 1 березня 2018  | переклад, двоголосе закадрове озвучення російською — FOX Life      |
| Туркменістан         | Номер 309(рос.)                                                      | FOX Life                 | 1 березня 2018  | переклад, двоголосе закадрове озвучення російською — FOX Life      |
| Узбекистан           | Номер 309(рос.)                                                      | FOX Life                 | 1 березня 2018  | переклад, двоголосе закадрове озвучення російською — FOX Life      |
| Україна              | Номер 309(укр.)                                                      | FOX Life                 | 1 березня 2018  | переклад, двоголосе закадрове озвучення російською — FOX Life      |
| Бразилія             | N° 309(порт.)                                                        | FOX Life                 | 1 березня 2018  | дублювання португальською (Universal Cinergía Dubbing)             |
| Єгипет               | N° 309(англ.)                                                        | FOX Life                 | 1 березня 2018  | ?                                                                  |
| Італія               | No: 309 (англ.)                                                      | FOX Life                 | 1 березня 2018  | ?                                                                  |
| Німеччина            | No: 309 (англ.)                                                      | FOX Life                 | 1 березня 2018  | ?                                                                  |
| Польща               | Pokój 309(пол.)                                                      | FOX Life                 | 1 березня 2018  | субтитри польською                                                 |
| Фінляндія            | N° 309(англ.)                                                        | FOX Life                 | 1 березня 2018  | ?                                                                  |
| Франція              | N° 309(англ.)                                                        | FOX Life                 | 1 березня 2018  | дублювання французькою (Universal Cinergía Dubbing)                |
| Японія               | N° 309(англ.)                                                        | FOX Life                 | 1 березня 2018  | ?                                                                  |
| Туніс                | (الغرفة 309) Al-Ghorfa 309(араб.) ورثة وسلايف Wartha w'Sleyef(араб.) | Nessma                   | 16 квітня 2018  | дублювання (туніський діалект)                                     |
| Болівія              | Habitación 309(ісп.)                                                 | ATB                      | 11 червня 2018  | дублювання іспанською (Universal Cinergía Dubbing)                 |
| Венесуела            | Habitación 309(ісп.)                                                 | IVC                      | вересень 2018   | дублювання іспанською (Universal Cinergía Dubbing)                 |
| Чилі                 | Habitación 309(ісп.)                                                 | TV+                      | 25 березня 2019 | дублювання іспанською (Universal Cinergía Dubbing)                 |
| Нікарагуа            | Habitación 309(ісп.)                                                 | Canal 4                  | 12 серпня 2019  | дублювання іспанською (Universal Cinergía Dubbing)                 |
| Ангола               | N° 309(порт.)                                                        | Boom TV                  | 30 вересня 2019 | дублювання португальською (Universal Cinergía Dubbing)             |
| Мозамбік             | N° 309(порт.)                                                        | Boom TV                  | 30 вересня 2019 | дублювання португальською (Universal Cinergía Dubbing)             |
| Іспанія              | Habitación 309(ісп.)                                                 | Divinity та Telecinco    | 27 липня 2020   | дублювання іспанською (SDI Media (Madrid, Barselona, Santiago))    |
| Угорщина             | Házasságért örökség(угор.)                                           | LifeTV                   | 2 березня 2021  | дублювання угорською                                               |
| Австралія            | No: 309 (англ.)                                                      | ?                        | ?               | дублювання англійською та французькою (Universal Cinergía Dubbing) |
| Афганістан           | No: 309 (урду)                                                       | ?                        | ?               | ?                                                                  |
| Велика Британія      | No: 309 (англ.)                                                      | ?                        | ?               | дублювання англійською (Universal Cinergía Dubbing)                |
| Ізраїль              | No: 309 (івр.)                                                       | Achla TV                 | 2020            | ?                                                                  |
| Індія                | No: 309 (англ.)                                                      | ?                        | ?               | дублювання англійською (Universal Cinergía Dubbing)                |
| Боснія і Герцеговина | No: 309 (босн.)                                                      | ?                        | ?               | дублювання сербською та хорватською                                |
| Північна Македонія   | Наследници (мак.)                                                    | ?                        | ?               | субтитри македонською                                              |
| Сербія               | Soba 309 (серб.)                                                     | ?                        | ?               | ?                                                                  |
| Хорватія             | Soba 309 (сербо-хорв.)                                               | ?                        | ?               | субтитри хорватською                                               |
| Чорногорія           | Soba 309 (серб.)                                                     | ?                        | ?               | ?                                                                  |
| Іран                 | ? (перс.)                                                            | ?                        | ?               | ?                                                                  |
| Ліван                | ? (араб.)                                                            | ?                        | ?               | ?                                                                  |
| Греція               | ? (гр.)                                                              | ?                        | ?               | ?                                                                  |
| Словаччина           | ? (словац.)                                                          | ?                        | ?               | ?                                                                  |
| Чехія                | ? (чес.)                                                             | ?                        | ?               | ?                                                                  |